# Cervera
Cervera ist eine spanische Stadt, Hauptstadt der Comarca Segarra, einem Landkreis der Provinz Lleida im Innern der autonomen Region Katalonien. Cervera hat 9.533 Einwohner (Stand: 2024).

## Geschichte
Cervera wurde 1182 als Markt gegründet und 1702 zur Stadt erhoben. Während der des Spanischen Erbfolgekrieges stand Cervara auf der Seite Philipp V. Nach dem Krieg (1717) zog die Universität Barcelona nach Cervera. Die Anwesenheit der Professoren und Studenten bestimmte das Stadtleben bis 1842, als die Universität wieder nach Barcelona verlegt wurde. Der neoklassische Bau der alten Universität ist heute eine der Sehenswürdigkeiten der Stadt.

## Sehenswertes
- La Farinera del Sindicat Agrícola de Cervera, ein historisches Mühlen- und Fabrikgebäude von Cèsar Martinell
- Sant Pere Gros, romanische Rund-Kirche

## Verkehr
Die Stadt besitzt einen Bahnhof an der Bahnstrecke Lleida – Barcelona über Manresa. Es bestehen Regionalzugverbindungen zum Bahnhof Barcelona-Sants und zum Bahnhof Lleida Pirineus. Diese beiden Bahnhöfe bieten Anschluss an die spanischen Hochgeschwindigkeitszüge AVE.
Am direkt neben dem Bahnhof gelegenen Busbahnhof fahren Regionalbusse unter anderem nach Lleida, Girona und Barcelona ab.
Cervera ist durch seine Lage an der Regionalautobahn C-25, genannt Eix Transversal, und der Autobahn A-2 gut an das katalanische Straßennetz angebunden.

## Söhne und Töchter der Stadt
- Alphonsus Requisens (1570–1639), Franziskaner, Bischof von Barbastro 1625–1639
- Ana María Janer Anglarill (1800–1885), Ordensgründerin der Germanes de la Sagrada Família d'Urgell (Kongregation der Schwestern von der Heiligen Familie von Urgell), Selige der Katholischen Kirche.
- Marc Márquez (* 1993), Motorradrennfahrer
- Álex Márquez (* 1996), Motorradrennfahrer